# Animal-Aided Design
Animal-Aided Design (AAD, tierunterstütztes Entwerfen) ist ein Planungsansatz, der die Bedürfnisse von stadtbewohnenden Tieren von Anfang an in die Stadt-, Landschafts- und Freiraumplanung integriert. AAD ist ein Konzept, das darauf abzielt, wildlebende Tiere dauerhaft in städtischen Freiräumen anzusiedeln. Dafür wurde eine eigene Entwurfsmethode entwickelt, die die Habitatansprüche von Wildtierarten über den gesamten Lebenszyklus praxisgerecht aufbereitet und in die Planung einbettet. Das tierunterstützte Entwerfen soll wertvolle Nischen für Vögel, Reptilien oder Säugetiere im urbanen Raum schaffen und die Lebensqualität in der Stadt durch neue Formen der Naturerfahrung für die Menschen in ihrem unmittelbaren Wohnumfeld verbessern.

## Hintergrund

### Städtische Artenvielfalt
Die Stadtnatur ist gefährdet. Dabei sind urbane Räume in Mitteleuropa inzwischen artenreicher als ihr Umland. In der Bundeshauptstadt Berlin leben zum Beispiel über 20.000 Tier- und Pflanzenarten, dies entspricht rund einem Drittel der nationalen Artenvielfalt. Städte setzen sich aus einem Mosaik aus unterschiedlichsten Biotopen zusammen: neben Gärten und Wasserflächen, Mauern und Dachstühlen finden sich Trocken- und Feuchtgebiete auf engstem Raum. Der Abwechslungsreichtum von Lebensraumtypen ist in der Stadt deutlich größer als in intensiv genutzten Agrarlandschaften und Waldflächen mit Reinbeständen. Viele Tiere nutzen die Städte daher als ihren Lebensraum. Die städtischen Sekundärstandorte sind für einige gefährdete Tierarten bereits attraktiver geworden als Standorte außerhalb der Stadt. Beispielsweise kommen Wanderfalken (Falco peregrinus) oder Zwergfledermäuse (Pipistrellus) im urbanen Raum häufiger vor als in ihren ursprünglichen Lebensräumen.

### Stadtwachstum
Viele europäische Städte sind in einer Wachstumsphase. Die Einwohnerzahlen nehmen zu, die Industrie befindet sich aufgrund des digitalen Wandels in einem Transformationsprozess. Neue Wohn- und Gewerbegebiete werden benötigt. Im Zuge dieser Entwicklung werden zunehmend Grünflächen oder Brachen bebaut und der Lebensraum für Tiere schwindet allmählich.

### Wissenschaft
Der Planungsansatz wurde von einem interdisziplinären Forschungsteam entwickelt. Das Bundesamt für Naturschutz fördert das Projekt seit 2016 im Rahmen der ökologischen Stadterneuerung. Die Projektleitung lag bei den Wissenschaftlern Thomas E. Hauck vom Fachgebiet Freiraumplanung an der Universität Kassel und Wolfgang W. Weisser vom Lehrstuhl für Terrestrische Ökologie an der Technischen Universität München.

## Ziel
Tiere sollen als Bestandteil der Stadt verstanden werden. Dabei soll die heimische Fauna systematisch und frühzeitig in die Objektplanung von Gebäuden, Gärten und Parks sowie in die Stadt- und Landschaftsplanung einbezogen werden.

## Methode

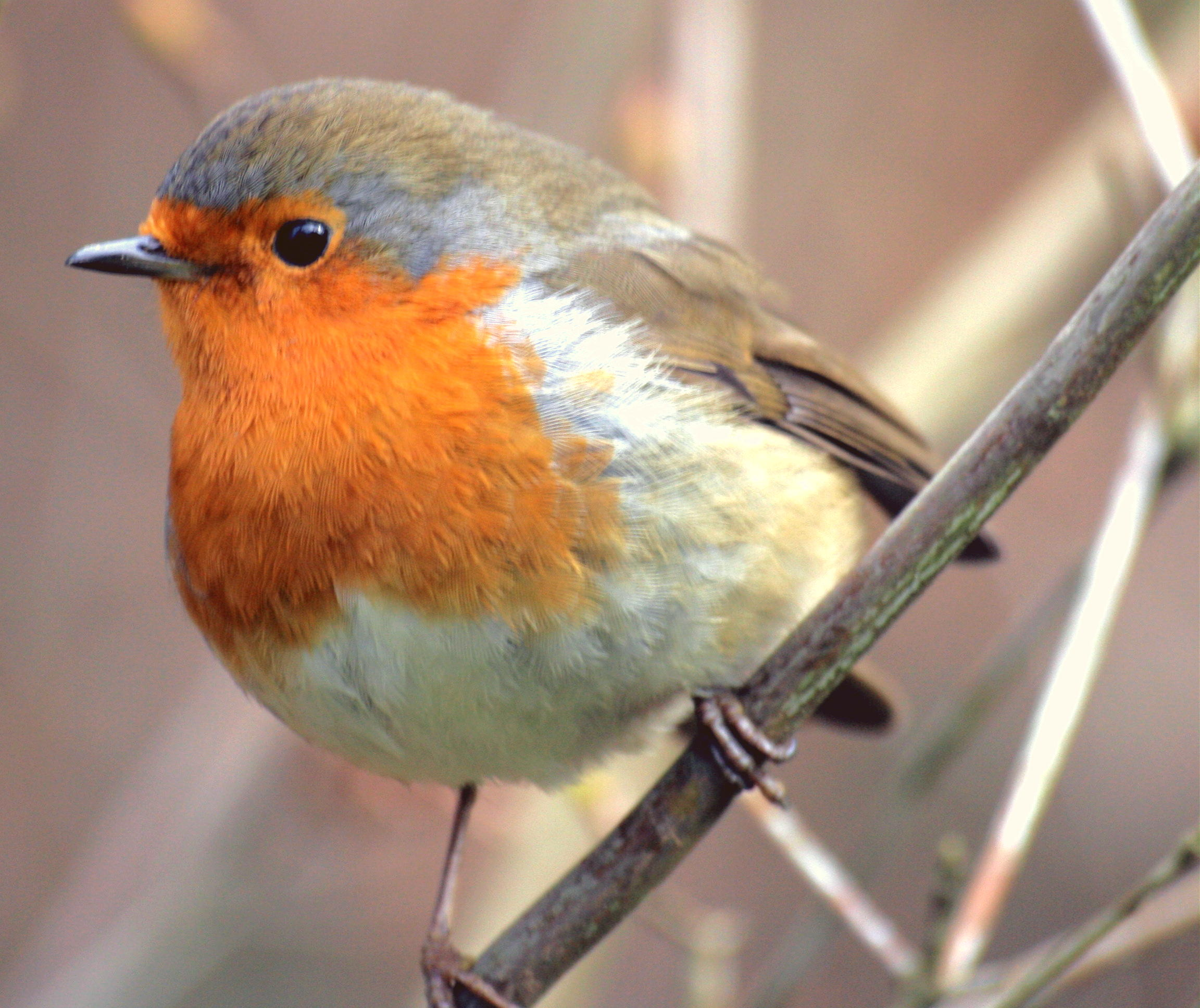
Typischer Singvogel: Rotkehlchen (Erithacus rubecula)

Zu Beginn der Entwurfsplanung werden die Zielarten wie Igel, Singvögel, Fledermäuse oder Schmetterlinge definiert. Die Ansprüche der gewünschten Arten werden anschließend bei der Freiraumgestaltung und der Gebäudearchitektur sowie den notwendigen Pflegekonzepten einbezogen. Der Lebensraum der jeweiligen Tierarten zeichnet sich durch kritische Standortfaktoren aus. Diese biotischen und abiotischen Faktoren leiten sich aus dem Lebenszyklus der Art ab und sie können je nach Lebensphase differieren. Um eine tierartenangepasste Planung zu erreichen, ist eine möglichst detaillierte Beschreibungen der kritischen Standortfaktoren für das jeweilige Planungsgebiet notwendig.
Die Planung kann in vier Arbeitsschritte untergliedert werden: 
1. Analyse- und Konzeptphase,
2. Entwurfs- und Detailplanungsphase,
3. Ausführungs- und Bauphase sowie
4. Monitoring.[6]

### Analyse- und Konzeptphase
Im ersten Schritt wird das Habitatpotential des Planungsgebiets für die Besiedlung von unterschiedlichen Tierarten bestimmt. Parallel dazu werden die Nutzungsansprüche der Stakeholder abgeklärt sowie Werte und Ängste der künftigen Nutzergruppen und Entscheidungsträger identifiziert. Auf Grundlage dieser Analyseergebnisse erfolgt die Auswahl der Zielarten und die Erarbeitung eines räumlichen Konzepts. Bei der Ausgestaltung der urbanen Freiräume und der Entwicklung der Gebäudearchitektur werden die Habitatansprüche der jeweiligen Arten berücksichtigt.

### Entwurfs- und Detailplanungsphase
Im Rahmen der Entwurfs- und Detailplanung sollen die Bedürfnisse und Ansprüche der Zielarten an ihr Habitat durch eine artgerechte Gestaltung des Standorts erfüllt werden.

### Ausführungs- und Bauphase
Auf eine exakte Umsetzung der geplanten Maßnahmen wird im Rahmen der Ausführungsplanung und Bauphase geachtet. Neben einer ökologischen Baubegleitung kann ein gezieltes Training der Mitarbeiter der ausführenden Baufirma dazu beitragen. In der Umsetzungsphase wird zudem auf vorhandene Tierbestände Rücksicht genommen. Vermeidungs- und Verminderungsmaßnahmen tragen zu einer schonenden Umsetzung der Maßnahmen während der Bauphase bei.

### Monitoring
Um den Erfolg der Planung zu überprüfen, wird ein Monitoring ökologischer, sozialer und ökonomischer Aspekte nach Abschluss der Umsetzung durchgeführt. Die Erfolgskontrolle kann zu Anpassungen und Optimierung der Maßnahmen und der Pflege führen. Die Evaluierung umfasst mehrere Fragestellungen: Zum einen ist abzuklären, ob die getroffenen Maßnahmen von den Zielarten tatsächlich angenommen wurden, und zum anderen werden die Nutzer der Freiräume befragt, wie sie zu den Maßnahmen stehen. Die Aufwendungen und der Erfolg der Unterhaltspflege werden gesondert bewertet und die Ergebnisse mit den Stakeholdern besprochen, um gegebenenfalls Anpassungen und Optimierungen vorzunehmen.

## Einsatzfelder und Maßnahmen

### Einsatzfelder
Die Einsatzfelder von Animal-Aided Design sind breit gefächert. Planungen im städtischen Raum bieten sich für AAD besonders an. Neben der klimatischen Gebäudesanierung sind kleinräumige Umgestaltungen von Innenhöfen denkbar, aber auch für die Planung von weitläufigen Parkanlagen mit extensiv genutzten Bereichen eignet sich die Methode. Klassische Anwendungen sind die Konzeption von ökologischen Ausgleichsmaßnahmen im Rahmen der naturschutzrechtlichen Eingriffsregelung und für Artenschutzmaßnahmen. Durch den Einsatz von AAD können naturschutzfachliche Zielsetzungen effektiv in die Stadtplanung integriert werden.

### Maßnahmen
Der interdisziplinäre Planungsansatz von Animal-Aided Design zielt darauf ab, konkrete Maßnahmen zum Schutz und zur Entwicklung der biologischen Vielfalt im städtischen Wohnumfeld zu erarbeiten, die ökologisch sinnvoll sind und eine ästhetisch ansprechende Form aufweisen. 
Das können beispielsweise Nisthilfen für Mauersegler und andere Gebäudebrüter in den Fassaden von Gebäuden sein oder blühende und nektarreiche Pflanzungen für Schmetterlinge und schützende Gehölze für Sperlinge und andere Vogelarten. Die grüne Infrastruktur der Stadt wird durch diesen artbezogenen Planungsansatz biodiverser.